# Istituto di astrofisica spaziale e fisica cosmica di Bologna
L'Istituto di astrofisica spaziale e fisica cosmica di Bologna è uno degli istituti già parte del Consiglio Nazionale delle Ricerche oggi parte dell'Istituto nazionale di astrofisica.
I progetti principali dell'Istituto riguardano l'osservazione dell'universo nelle bande a microonde, infrarosso, ottico, raggi X e raggi gamma. L'attività dell'Istituto comprende la progettazione e la realizzazione di telescopi, rivelatori, elettronica e software, nonché l'interpretazione dei dati ottenuti dalle osservazioni.
Tra i progetti spaziali nei quali i ricercatori dell'Istituto sono coinvolti:
- Il satellite Planck dell'Agenzia spaziale europea
- Il satellite AGILE dell'Agenzia spaziale italiana
- Il satellite INTEGRAL dell'Agenzia spaziale europea